# Ontario Highway 7
Der Ontario Highway 7 ist ein Highway in der kanadischen Provinz Ontario und besteht aus zwei Teilstücken mit einer Gesamtlänge von 536 km. Der Abschnitt zwischen Guelph und Kitchener sowie zwischen Peterborough und Ottawa ist Bestandteil des National Highway Systems, der Abschnitt östlich von Orillia gehört zum Trans-Canada Highway.

## Streckenführung

### Westlicher Abschnitt

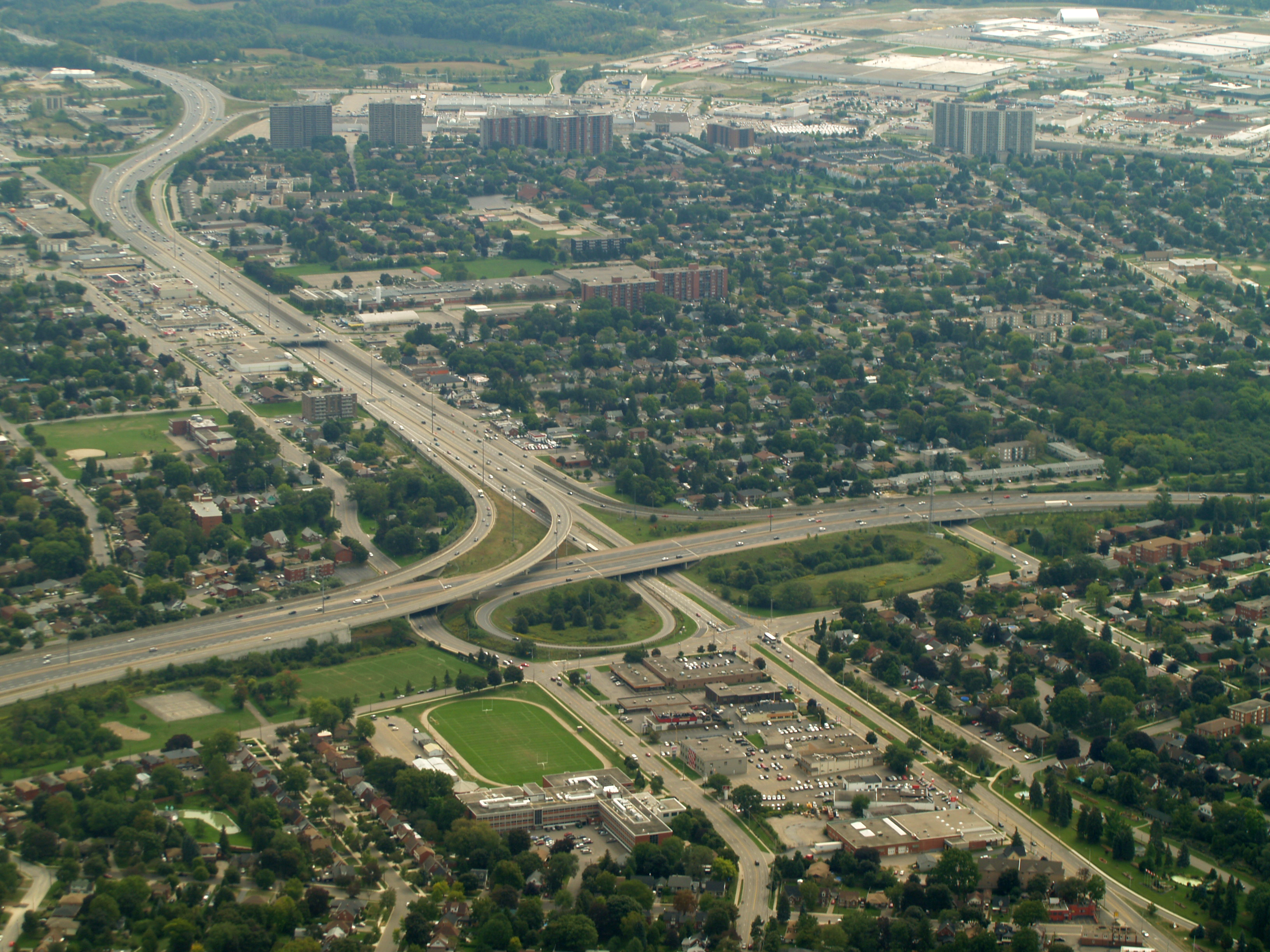
Kreuzung von Highway 7 und Highway 8 bei Stratford

Der westliche Abschnitt beginnt bei Elginfield und führt in östlicher Richtung, die Strecke ist zweispurig ausgebaut. In Stratford mündet Highway 8 in die Route ein und führt gemeinsam bis nach Kitchener, dabei ist die Strecke östlich von New Hamburg bis Kitchener vierspurig und kreuzungsfrei ausgebaut. Die Route führt weiter über Guelph nach Georgetown. Der Abschnitt zwischen Kitchener und Guelph soll nach 2021 als Freeway ausgebaut werden.[veraltet] Mit Erreichen der Ortsgrenze zu Brampton bei Norval endet der Highway und wurde zur Peel Regional Road 107 herabgestuft.

### Östlicher Abschnitt
An der östlichen Stadtgrenze von Brampton beginnt Highway 7 wieder. Er führt parallel zu Highway 407, der gebaut wurde, um Highway 7 zu entlasten. Es bestehen mehrere Anschlussstellen zu diesem Freeway. Bei Brooklin verlässt Highway 7 die parallele Streckenführung und führt Richtung Norden gemeinsam mit Highway 12. Nördlich von Port Perry trennen sich Highway 7 und 12, ab dort ist Highway 7 Bestandteil des Trans-Canada Highwaynetzes und führt wieder ostwärts vorbei an Peterborough. Westlich von Ottawa trifft die Route auf Highway 417 und endet dort.